# Acrochordomerus engeli
Acrochordomerus engeli är en tvåvingeart som beskrevs av Efflatoun 1937. Acrochordomerus engeli ingår i släktet Acrochordomerus och familjen rovflugor. Inga underarter finns listade i Catalogue of Life.